# 私聊

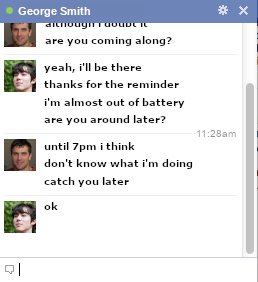
Facebook用户之间发送的消息

私人消息、个人消息以及私聊（Private Message、Direct Message，缩写为PM以及DM）是指任何社交平台上用户之间的私人通信。与公开的帖子不同，个人發佈的消息只對對話雙方可見。
目前有多种主要类型的私人信息。首先，在IRC和互联网论坛以及Twitter、Facebook和Instagram等社交媒体的应用程序上，很多消息都是直接公开发布，這些信息是主流，但這些平台也允许用户在不离开平台的情况下进行私下交流。第二，在WhatsApp、Kik和Snapchat等即時通訊平台上，用户创建账户主要是为了私下進行一對一交流。